# Teuvo Hatunen
Teuvo Juhani Hatunen (* 20. August 1944 in Haapavesi; † 15. Dezember 2010 in Ylitornio) war ein finnischer  Skilangläufer.
Hatunen, der für den Ounasvaaran Hiihtoseura startete, siegte im Jahr 1970 bei den Lahti Ski Games über 50 km und belegte beim Holmenkollen Skifestival den vierten Platz über 50 km. Bei seiner einzigen Olympiateilnahme im Februar 1972 in Sapporo errang er den 32. Platz über 50 km und den 22. Platz über 30 km.